# 上條吉人
上條 吉人（かみじょう よしと、1959年 - ）は、日本の医学者。医師。医学博士。
埼玉医科大学医学部臨床中毒学教授、埼玉医科大学病院臨床中毒センター長・臨床中毒科診療部長。専門は救急医学、精神医学、中毒学。

## 人物
長野県出身。元々は精神科医であったが、担当した患者がが院内で飛び降りた際に、救急室で何もできなかったことから救急医療の研修を望み、救急医となった。北里大学における医学博士の論文の題は「ブラジキニン誘発性気管支収縮に対するニュートラルエンドペプチターゼ阻害薬の効果」。化学と精神医学の両方の知識が相乗効果を発揮し、急性中毒の臨床において新たに精神医学的な観点を加えた2009年の大著『臨床中毒学』の執筆へとつながった。

## 経歴
1982年に東京工業大学理学部化学科を卒業後、母の死をきっかけに医学部に再受験し、1988年に東京医科歯科大学医学部を卒業し、東京医科歯科大学医学部附属病院精神神経科で臨床研修。総合病院の精神神経科勤務医を経て、1992年に北里大学病院救命救急センターでの半年間の短期研修中に、心身両面への究明心が開花したことによって、北里大学救命救急医学講座に入局した。その後、医局長、救命救急医学講座特任教授、北里大学メディカルセンター救急科部長を経て、埼玉医科大学医学部臨床中毒学教授、埼玉医科大学病院急患センター診療部長に着任。2021年4月には新たに開設された臨床中毒センターのセンター長に就任した。

## 著書
- 上條吉人 著、相馬一亥(監修) 編『イラスト&チャートでみる急性中毒診療ハンドブック』医学書院、2005年10月。ISBN 978-4260004961。
- 上條吉人 著、宮岡等(監修) 編『精神障害のある救急患者対応マニュアル:必須薬10と治療パターン40』医学書院、2007年8月。ISBN 978-4260004961。
- 上條吉人 著、相馬一亥(監修) 編『臨床中毒学』医学書院、2009年10月。ISBN 978-4260008822。 序文など
- 上條吉人 著、相馬一亥(監修) 編『急性中毒診療レジデントマニュアル』（第2版）医学書院〈レジデントマニュアルシリーズ〉、2012年8月。ISBN 978-4-260-01553-0。
- 上條吉人(編集)『犯人は誰だ!急性中毒を推理・解決する : 症状から見極め診断・治療する、実践的ケーススタディ』羊土社〈レジデントノート別冊. 救急・ERノート9〉、2013年7月。ISBN 978-4758113496。 序 (PDF)